# Adrien Rux
Adrián Ruiz conocido artísticamente como Adrien Rux (Granada, 12 de junio de 1998), es un disc jockey y productor musical español. Durante su carrera, ha publicado lanzamientos de música electrónica en el sello de Steve Angello, Size Records, también ha publicado en otros sellos discográficos como Code Red Music y Bibliothèque Records. Su repertorio incluye numerosas colaboraciones con Sebjak y remezclas a artistas como Marcus Schossow, Corey James, Low Roar y Charles & Eddie. La pasión de Adrián por la música electrónica apareció a la pronta edad de 9 años en un evento familiar, probando sintetizadores e instrumentos que le introdujeron al mundo electrónico de la música. Unos días después, mientras veía documentales sobre djs, decidió que era el momento idóneo para perseguir una carrera en la industria musical.

## Discografía

### Singles
- 2016: Rock This Place [Hall Recordings]
- 2016: Hyn Amho [Hall Recordings]
- 2016: Out My Head [DSCVR Records]
- 2017: Dream On (con Sebjak, Bedmar) [Bibliothèque Records]
- 2017: Last Summer (con Sebjak, Bedmar) [Bibliothèque Records]
- 2017: Set Me Free (con Bedmar, David Tuck, Kuaigon) [Size Records]
- 2018: Gravity (con Bedmar, No Hope) [Hall Recordings]
- 2018: Bloom (con Bedmar) [Size Records]

### Remezclas
- 2016: Rich Edwards - For You (Adrien Rux Remix) [Monstercat]
- 2016: Charles & Eddie - Would I Lie To You? (Adrien Rux Remix) [Capitol Records]
- 2017: Low Roar - Easy Way Out (Adrien Rux, Bedmar Remix) [Tonequake Records]
- 2017: Marcus Schossow & Corey James - Time Goes By (Adrien Rux, Bedmar Remix) [Code Red Music]
- 2018: Sebjak  - Look At Me (Adrien Rux, Bedmar Remix) [Bibliothèque Records]
- 2019: CLMD  - Trouble (Adrien Rux Remix) [Universal Music][8]